# Székelyföld történelmi székei

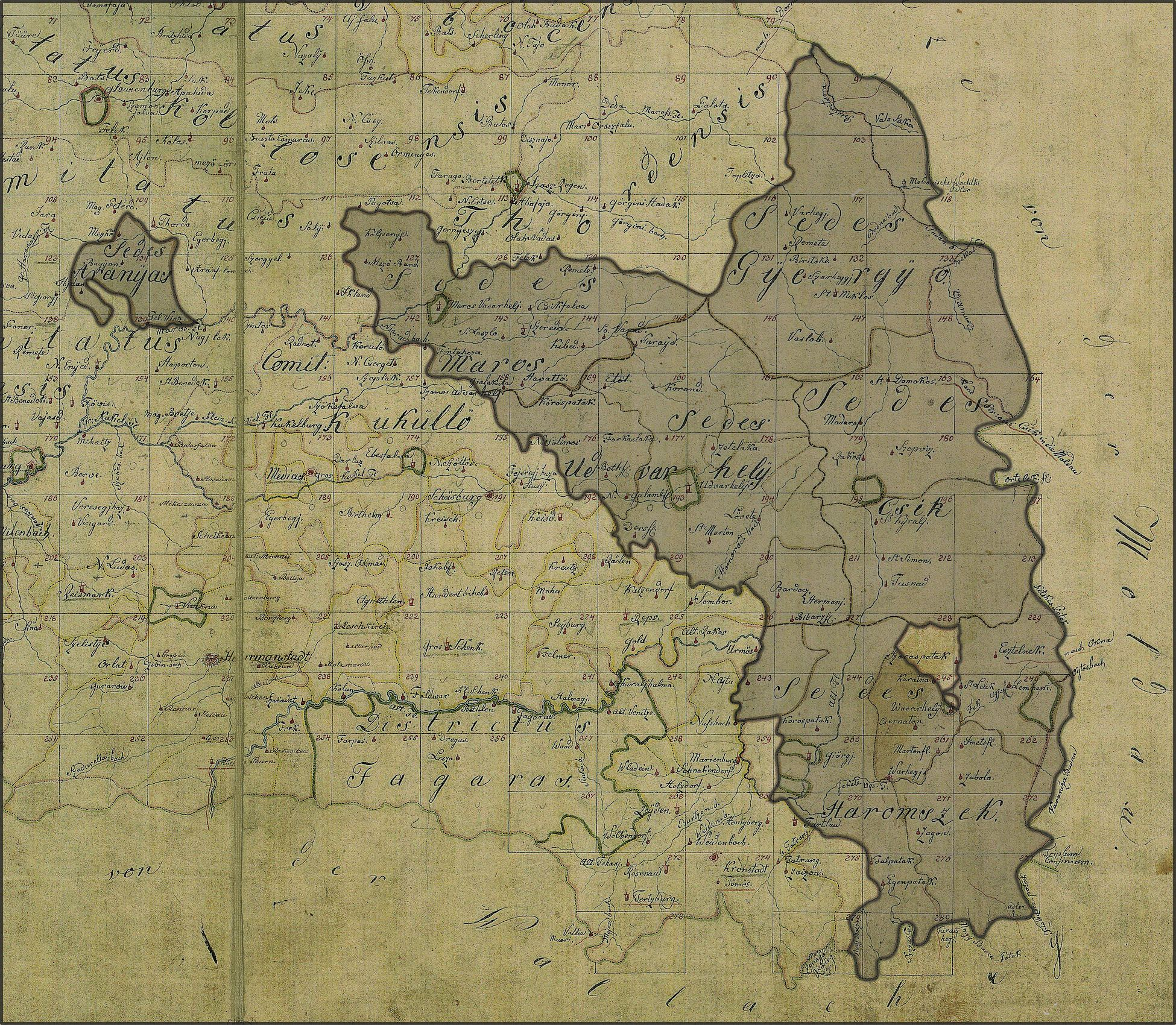
A történelmi székely székek

A történelmi székely székek száma 7 fő- és 5 fiúszék volt. Ha a székelyek összességéről volt szó, mindig csak hét székről van írásos emlékezés. Oklevelekben „a hét szék székelyei” gyűjtőnév alatt szerepelnek, vagy mint „három nembeli székelyek” (trium generum Siculi), vagy összefoglalva „a hét szék három nembeli székhelyei” (universitas trium generum Siculorum septem sedium).
Székelyföldön megkülönböztették az eredetileg alakult fő- vagy anyaszékeket és a később ezek keretében alakult fiúszékeket (sedes filialis). Az első oklevelek általában csak földnek (terra), vagy területnek (districtus), vagy egyházi felosztás szerint esperességnek (dioecesis) nevezik a későbbi székeket.
A hét székely szék kialakulási folyamata, a széki intézmény kikristályosodásával együtt, a 14. század utolsó éveiben ért véget, anyaszéke Udvarhelyszék lett, melyet egyes későbbi források főszékként – „Capitalis Sedes” – gyanánt emlegetnek.

## Történeti áttekintés
A székelyek közigazgatási területeit félezer éven át (1400–1876) székeknek nevezték (sedes) és ezek ugyanazt a szerepet töltötték be mint a vármegyék. Megkülönböztették az eredetileg alakult fő- vagy anyaszékeket és a később ezek keretében alakult fiúszékeket (sedes filialis). Az első oklevelek általában csak földnek (terra), vagy területnek (districtus), vagy egyházi felosztás szerint esperességnek (dioecesis) nevezik a későbbi székeket.
A területi szervezkedés a pásztoréletről a földművelésre átmenetel korára, azaz a 13. század elejére tehető. A területi nevek meghatározása ingatag és több mint egy évszázad alatt alakult ki. Ahogy a szomszédos szászoknál is a meghatározás váltakozik, használják a terra, districtus, comitatus szavakat, de a 14. század folyamán általánossá vált náluk a szék (sedes) elnevezés, mely mintául szolgál a székelyeknek, akik szintén a szék-rendszert veszik át. Ez a 14. század végén kezdődött, s lassanként általánossá vált.

## Székek és fiúszékek

### Udvarhelyszék
A legfőbb, központi, ún. anyaszék Udvarhely volt, amely eredetileg Telegd néven szerepelt 1235-ben, mint esperesség, majd mint terület. Telegdszékként V. István király egyik oklevelében említik, Udvarhelyszék néven 1448-ban fordul elő először. A széknek két fiúszéke volt, a délnyugati részen Bardócszék, nyugati részén Keresztúrszék. A szék területi súlypontja a Nagy-Küküllő felső folyására esett, átnyúlva az Olt vízgyűjtő medencéjéhez tartozó Homoródok és a Vargyas meg Kormos vidékére. A székely önkormányzat egyik jellegzetessége, hogy bár katonai lényegű, nem tűrt területi központot. Udvarhely mezőváros székely nemzetgyűléseknek, majd fellebbviteli bíróságnak adott otthont, a fejedelmi korban pedig a központi hatalom megpróbálta a Székelytámadt várban kialakítani székely politikája végrehajtó támaszát, ám ez – akár a fellebbviteli törvényszék esetében – ismét csak rövid távon működött.
Itt őrizték a fejedelemség korában a hivatalosan használt mértékegységek egész Székelyföldre érvényes minta-darabjait (etalonjait), az udvarhelyi kapitány kezelte-vigyázta – 1659-től bizonyíthatóan, egészen a székely székek megszűnéséig – a „székely nemzet” pecsétnyomóját. E tagadhatatlan tényekre, illetve előzményekre alapozva próbált Udvarhely, elsősorban a szék, olykor a város is, késő középkori és újkori története során egyfajta hegemón szerepkörben tetszelegni, amit azonban a székely közösség következetesen elutasított. Ennek a hegemónia-ellenes hangulatnak köszönhetően, másik „pánszékely” központ sem alakulhatott ki.

### Marosszék
A második főszék Marosszék (sedes Maros), mely a XV. század elején (1408–10) szerepel először oklevelekben. Azonban székhelye, Székelyvásárhely (később Marosvásárhely) előfordul már 1344-ben. Marosszék a Maros és a Nyárád mentén jött létre, központja, Marosvásárhely amiatt, hogy a székelyek lakta terület peremén feküdt, eleve nem válhatott a székely közélet centrumává közigazgatásilag – a hiedelmekkel ellentétben –, 1616-tól pedig, miután szabad királyi város lett, jogilag is kizárta magát a Székelyföld kötelékéből, ugyanakkor kulturális, oktatási, gazdasági és ipari központja lett a székelységnek. Marosszéknek is volt egy fiúszéke, Szeredaszék – Nyárádszereda központtal –, de ezt csak a 16. században említik.

### Háromszék
1562-ben egyesült Háromszék néven három szék. Ezekből Sepsi (Sebus) már 1224-ben előfordult, mint terület (terra Sicolorum terre Sebus) II. András király ama kiváltságlevelében, melyben a szászoknak önkormányzatot ad. A széknek nyugat felé nyúló része fiúszékké alakult Miklósvárszék néven. Társszéke Kézdi szintén már az Árpád-korban szerepel, s hogy népes lehetett, mutatja az, hogy V. István király onnan telepíti be az újonnan alakított Aranyosszéket, mely 1291–93-ban már 29 helységet számlált. Kézdiszék néven 1427-ben említik először. A két szék között terült el Orbaiszék, melyről oklevélben először csak 1419-ben említik. Sepsiszék az Olt és a Feketeügy közti területen, Orbaiszék a Feketeügytől balra, Kézdiszék ugyanazon vízfolyás felső szakaszán, a Kárpátok karéja védelmében alakult ki. Délnyugati részén a Baróti-hegység, középen a Bodoki-hegység északon a Nemere-hegység, keleti részén a Háromszéki-havasok, déli részén a Bodzai-havasok határolták.

### Csíkszék
Csíkszék, Háromszék felett északra nyúlt el hosszan a határszélen, a Kárpátok és a Hargita hegylánca között, az Olt folyó völgyében. Első okleveles említése 1324, széknek először 1419-ben említik. Később társult hozzá két fiúszék: északon Gyergyószék és délkeleten Kászonszék, de ugyanakkor csíkszék tagolódott Al- és Felcsíkra. Csíkszék központja a több faluból kisvárossá növekedett Csíkszereda volt. Falvai, melyek Felcsíkban nagy kiterjedésű óriás faluk, az Olt közelében és az abba ömlő patakok mentén helyezkednek el, Alcsík egyik völgyének – Lok völgyének – falui némileg önálló községcsoportot alkotnak a mai napig. Hozzá tartozott a Moldvába folyó Tatros folyó felső völgye (Gyimesek). A 19. században a túlnépesedés jellemezte, ezért az itteni székelyek egy része kivándorolt Moldvába.

### Aranyosszék
Aranyosszék a legutolsónak alapított székely szék volt. Területileg a többi székkel nem függött össze, attól nyugatabbra feküdt, azaz exklávé volt. Nevét a rajta átfolyó Aranyos folyóról kapta, székhelye Felvinc volt. V. István király Kézdiszék székelyeiből telepített székelyeket az újonnan alakított székre, amely 1291–93-ban már 29 helységet számlált. A szék kiváltságát Zsigmond király két alkalommal (1394. december 23-án és 1436. június 6-án), Mátyás király szintén két alkalommal (1484. január 25-én és 1469. november 9-én) megerősítette. Izabella királyné Felvinc kérésére 1558. október 27-én átírta és megerősítette Mátyás király fentebbi kiváltságleveleit. Ugyanakkor az erdélyi fejedelmek legtöbbje által szintén megerősítést, sőt gyarapítást nyertek Aranyosszék kiváltságai.

## Népesség
Székelyföld népessége székekre bontva:
|                                                     | 1870-es népszámlálás adatai szerint | Orbán Balázs 1867-es számítása szerint |
| --------------------------------------------------- | ----------------------------------- | -------------------------------------- |
| Aranyosszék, Felvinccel együtt                      | 19 800                              | 19 680                                 |
| Csík-, Gyergyó és Kászonszék, Csíkszeredával együtt | 109 068                             | 111 237                                |
| Háromszék, városaival együtt                        | 114 614                             | 113 362                                |
| Marosszék, Marosvásárhellyel együtt                 | 93 433                              | 91 008                                 |
| Udvarhelyszék, városaival együtt                    | 98 247                              | 96 929                                 |
| Székelyföld összes népessége                        | 435 162                             | 432 216                                |

## Vallás
Székelyföld 1867-es felekezeti megoszlása (Orbán Balázs összeszámolása):
| Felekezetek     | Népesség | Arány  |
| --------------- | -------- | ------ |
| Római katolikus | 187 692  | 39,59% |
| Református      | 139 949  | 32,38% |
| Ortodox         | 22 599   | 5,23%  |
| Unitárius       | 39 632   | 9,17%  |
| Evangélikus     | 571      | 0,13%  |
| Görögkatolikus  | 36 626   | 8,47%  |
| Izraelita       | 1703     | 0,39%  |
| Más             | 3444     | 0,8%   |
| Összesen        | 432 216  | 100%   |